# فنلند، کمبریج‌شر
فنلند (به انگلیسی: Fenland) یک منطقهٔ مسکونی در بریتانیا است که در Cambridgeshire (county council area) واقع شده‌است. فنلند ۵۴۶٫۴۵ کیلومتر مربع مساحت دارد.

## خواهرخوانده
شهر نتتال خواهرخواندهٔ فنلند، کمبریج‌شر هست.